# Пали анђео (ТВ серија)
Пали анђео (шп. Más sabe el diablo) америчка је теленовела, продукцијске куће Телемундо, снимана 2009.
У Србији је емитована 2010. на телевизији Пинк.

## Синопсис
Анхел је од рођења проживљавао тешке околности које му је живот наметнуо. Његова мајка Есперанса се безусловно борила за љубав његовог оца, Мартина, који никада није показао интерес за њу, њеном трудноћом и њиховим сином, већ јој је окренуо леђа када јој је највише био потребан. За Мартинову породицу је веза са служавком нешто што је требало избегавати и није смело дозволити. Есперанса међутим није одустајала од трагања за њим, али све је било безуспешно, завршила је рађајући свога сина на улицама Њујорка. Једини који јој је помоћ пружио био је Сандро, пријатељ који се саосетио са њеним болом.
Годинама касније, улица је постала Анхелов други дом, дом у коме га сви знају као Ђавола. Без обзира на своју доброту, увучен је у банду лопова обучених за обављање великих криминалних дела. То ће га на крају одвести до издржавања казне у затвору приликом чега ће упознати Мануелу.
Мануела је адвокат и заступа га у овом случају. Успева да га ослободи и даје му нову прилику како би се извео на прави пут, ни не сумњајући да ће на крају завршити делећи свој живот на два дела.
Упознавање са Мануелом у Анхелу буди жељу за новим животом, али по повратку својој кући, открива да његова мајка има велика новчана дуговања према Леону, шефу банде за коју је одувек радио. Леон је плаћао медицинске трошкове за лечење Есперансине болести током Анхеловог боравка у затвору и сада је једини начин за излазак из дуговања да Анхел настави по старом и буде му на располагању при једној од најамбиционзнијих пљачки која је требало убрзо да буде спроведена.
Сатеран у зид, Анхел није у могућности да избегне Леонову понуду, његова једина опција је организовати пљачку онаквом каква се од њега и очекује - успешном. Али, судбина ће му подметнути нову замку и тада ће се његов живот драстично променити. Анхел ни не сумња да је највећи кривац за његову несрећу и глава криминалне операције, у ствари, вереник жене која је освојила његово срце, и као животни реванш открива да се ради о Мартину, његовом оцу и убици његовог најбољег пријатеља, човеку кога највише мрзи.

## Улоге
| Глумац:                  | Улога: |
| ------------------------ | --- |
| Ђенкарлос Канела         | Анхел Салвадор, Ђаво, главни јунак, заљубљен у Мануелу, Мартинов син                                                   |
| Габи Еспино              | Мануела Давила, главна јунакиња, адвокат, заљубљена у Анхела, бивша Мартинова супруга, добила сина Данијела са Анхелом |
| Мигел Варони             | Мартин Асеро, Ијеро, главни негативац, Анхелов отац, Маринин љубавник, бивши Мануелин муж                              |
| Карла Монроиг            | Вирхинија Давила, Мануелина сестра, Џимијева жена                                                                      |
| Карлос Умберто Камачо    | Орасио Гарсија, Мануелин пријатељ, адвокат, бивши Кристијанов дечко                                                    |
| Роберто Матеос           | Леон Белтран, Мартинов пословни партнер, негативац, шеф мафије                                                         |
| Хорхе Луис Пила          | Џими Кардона, полицајац, Анхелов најбољи пријатељ, Вирхинијин муж                                                      |
| Јанет Лехр               | Грасиела де Асеро, Мартинова и Кристијанова мајка, негативка, упропастила безу између Есперансе и Мартина              |
| Ева Тамарго              | Аријана де Давила, Мануелина и Вирхинијина мајка, Анибалова удовица                                                    |
| Леонардо Данијел         | Анибал Давила, Мануелин и Вирхинијин отац, убијен од стране Мартина                                                    |
| Есперанса Рендон         | Есперанса Салвадор, Анхелова мајка                                                                                     |
| Џими Бернал              | Лукас Сантос, уметник, Мануелин пријатељ                                                                               |
| Анхелине Монкајо         | Марина, Мартинова љубавница, проститутка и трансексуалац, заљубљена у Качора, убијена од стране Мартина                |
| Хорхе Консехо            | Лорензо, Мартинов пословни саветник                                                                                    |
| Хосе Гиљермо Кортинес    | Освалдо Гера, окружни јавни тужилац                                                                                    |
| Мишел Варгас             | Перла Белтран, има дете са Грегоријом, заљубљена у Топа                                                                |
| Алекса Куве              | Сузана Суси Белтран, Есперансина пријатељица, Перлина мајка                                                            |
| Раул Аријета             | Мајк Санчез, Џимијев пријатељ, Силванин дечко                                                                          |
| Карлос Августо Малдонадо | Ронко, члан банде |
| Хуан Хименез             | Марко Леон Белтран, Качоро, члан Леонове банде, Маринин дечко, убијен од стране Мартина                                |
| Карлос Феро              | Грегорио Рамирез, Перлин дечко, убијен од стране Качора по Мартиновом наређењу                                         |
| Алберто Алабери          | Маурисио Линерос, Вирхинијин пријатељ, убијен од стране Кармела, по Мартиновом наређењу                                |
| Кристијан Карабијас      | Хосе дел Кармен Франк, Топо, Анхелов пријатељ, заљубљен у Перлу                                                        |
| Карлос Перез             | Кармело, негативац, Мартинова десна рука                                                                               |
| Роксана Пења             | Нина Лазарос, Мануелина бивша секретарица                                                                              |
| Хуан Давид Ферер         | Сандро Белтран, Сузин муж, Перлин отац                                                                                 |
| Езекијел Монталт         | Кристијан Асеро, Мартинов брат, хомосексуалац, убио га Кармело по Мартиновом наређењу                                  |
| Анејди Лара              | Маркос Љакоме, „Мочо, члан Леонове банде“                                                                              |
| Тали Дуклауд             | Силвана, полицајац, ћерка Лукаса Сантоса                                                                               |
| Мери де лос Риос         | Лола, Перлина ривалка, плесачица у Леоновом клубу                                                                      |
| Синди Луна               | Џени, Лолина пријатељица                                                                                               |
| Алекс Фумеро             | Сирило Маркес „Каучо“, члан Леонове банде                                                                              |
| Софија Лама              | Есперанса Салвадор (у млађим данима)                                                                                   |